# Johann Ritter von Friedel
Johann Ritter von Friedel (ur. 6 stycznia 1816 w Sanoku, zm. 18 września 1898 w Wiedniu) – tytularny generał major cesarskiej i królewskiej Armii, w ojczyźnie znany jako Soldatenkind.

## Życiorys
Johann Friedel urodził się jako syn sierżanta Johanna Friedla pełniącego służbę w galicyjskim Sanoku. Po ukończeniu szkoły kadetów Friedel rozpoczął służbę w 7 karynckim pułku piechoty. Tam też dosłużył się stopnia oficerskiego. Był uczestnikiem kampanii węgierskie w latach 1848 i 1849. W 1849 roku awansowany został do rangi adiutanta korpusu. W 1858 awansowany do stopnia majora, pełniącego zadania w kancelarii wojskowej. W roku 1859 brał udział w kampanii włoskiej.
13 czerwca 1862 uzyskał nobilitację. W 1879 kolejny awans na stopień pułkownika i pracę w sekretariacie Hofbaukomitee jako poborca skarbowy. Był również pracownikiem biura Mistrza Dworu (niem. Obersthofmeisteramt) cesarza Franciszka Józefa. 1 marca 1892 został przeniesiony w stan spoczynku, w stopniu tytularnego generała majora.
Za zasługi i szczególną działalność na rzecz Klagenfurtu został uznany honorowym obywatelem tego miasta. Jego imieniem nazwane zostały Wzgórze Friedela, Nabrzeże Friedel i Friedelstraße.

## Odznaczenia
Odznaczenia von Friedla to między innymi:
- Kawaler Orderu Leopolda
- Kawaler Orderu Korony Żelaznej III klasy
- Krzyż Zasługi Wojskowej
- Order Świętego Stanisława II klasy (Imperium Rosyjskie)
- Order Świętego Włodzimierza IV klasy (Imperium Rosyjskie)
- Order Orła Czerwonego II klasy (Prusy)
- Kawaler Orderu Zasługi Świętego Michała (Bawaria)
- Kawaler Orderu Gwelfów (Hanower)